# Sávské náměstí

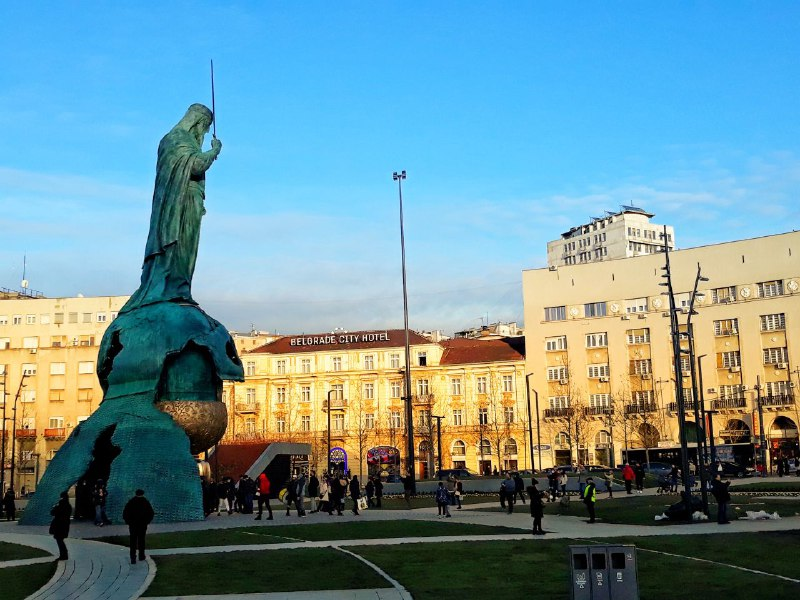
Panoramatický pohled na náměstí v roce 2014.

Sávské náměstí (srbsky Савски трг/Savski trg) je náměstí v metropoli Srbska v Bělehradu. Nachází se v blízkosti historického hlavního nádraží (Beograd-Glavna), ústí do něj ulice Nemanjina, Savska a Karađorđeva. Mezi další stavby, které se na náměstí nacházejí, patří také Pošta 6, Dům invalidů, nebo Nemocnice Svatého Sávy. V jeho okolí sídlí řada hotelů.

## Název
Historicky bylo náměstí známé také pod názvem Wilsonovo (srbsky Вилсонов трг/Vilsonov trg). V období existence socialistické Jugoslávie (SFRJ) bylo známé pod názvem Náměstí Bratrství a jednoty (srbsky Тгр Братства и јединства).

## Historie
V 19. století se v prostoru současného náměstí nacházel močál známý jako bara venecija. Zástavba zde nebyla (začínala až na svazích). Poté zde vznikly průmyslové sklady.
Náměstí vždy sloužilo jako rušná dopravní křižovatka, včetně spojů městské hromadné dopravy (kříží se zde několik tramvajových linek). V souvislosti s projektem Beograd na vodi (Belgrade Waterfront) bylo rozhodnuto nejen o přemístění původního nádraží, ale i o přestavbě náměstí. V letech 2019 a 2020 byly prováděny stavební práce, které mají za cíl přemístění tramvajových tratí (do oblouku dále od budovy nádraží), odstranění vozovky a vznik parků a pěší zóny. Projekt je realizován dle návrhu kanceláře Fenwick Iribarren Architects ze Španělska a zahrnuje také přemístění dopravy na okraj náměstí a vybudování sochy Štěpánu Nemanjovi v nadživotní velikosti. Socha se stala vzhledem ke své velikosti a způsobu ztvárnění panovníka předmětem kritiky. Rekonstrukce byla dokončena v lednu 2021 a provoz obnoven v dubnu téhož roku. Zasazeno zde bylo 300 stromů.